# Districtul Tamacine
Tamacine este un district din provincia Ouargla, Algeria.